# Vignes (Pirenéus Atlânticos)
Vignes é uma comuna francesa na região administrativa da Nova Aquitânia, no departamento dos Pirenéus Atlânticos. Estende-se por uma área de 8,02 km². Em 2010 a comuna tinha 476 habitantes (densidade: 59,4 hab./km²).